# Conferência de Londres de 1832
A Conferência de Londres de 1832 foi uma conferência internacional convocada para estabelecer um governo estável na Grécia. As negociações entre as três grandes potências (Grã-Bretanha, França e Rússia) resultaram no estabelecimento do Reino da Grécia sob o comando de um príncipe bávaro. As decisões foram ratificadas no Tratado de Constantinopla no final daquele ano. O tratado seguiu a Convenção de Akkerman que já havia reconhecido outra mudança territorial nos Bálcãs, a suserania do Principado da Sérvia.

## Antecedentes
A Grécia conquistou sua independência do Império Otomano na Guerra da Independência Grega (1821–1829) com a ajuda da Grã-Bretanha, França e Rússia. No Protocolo de Londres de 3 de fevereiro de 1830, os três poderes haviam designado as fronteiras do novo estado. No entanto, quando o governador da Grécia, John Capodistria (Ioannis Kapodistrias) foi assassinado em 1831 em Nafplion, a península grega mergulhou na confusão. As grandes potências buscavam um fim formal da guerra e um governo reconhecido na Grécia.

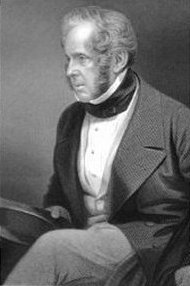
Como ministro das Relações Exteriores, o visconde Palmerston estava profundamente interessado na Grécia

## Conferência de Londres
Em maio de 1832, o ministro das Relações Exteriores britânico, Palmerston, reuniu-se com diplomatas franceses e russos e, sem consultar os gregos, decidiu que a Grécia deveria ser uma monarquia. A convenção ofereceu o trono ao príncipe bávaro, Otto. Eles também estabeleceram a linha de sucessão que passaria a coroa para os descendentes de Otto, ou seus irmãos mais novos, caso ele não tivesse descendência. Também foi decidido que em nenhum caso as coroas da Grécia e da Baviera seriam unidas. Como co-garantias da monarquia, as Grandes Potências também capacitaram seus embaixadores em Constantinopla, a capital otomana, para garantir o fim da Guerra da Independência Grega.
Em 21 de julho de 1832, o embaixador britânico Sir Stratford Canning e os outros representantes concluíram o Tratado de Constantinopla, que estabeleceu os limites do novo Reino da Grécia ao longo da linha Arta-Volos.